# Radhia Nasraoui
Pour les articles homonymes, voir Nasraoui.
Radhia Nasraoui (arabe : راضية النصراوي), née en 1953 à Tunis, est une militante et avocate tunisienne, spécialiste des droits de l'homme, qui milite particulièrement contre l'usage de la torture.

## Biographie

### Premiers pas
Radhia Nasraoui commence à faire campagne dans les années 1970 en faveur du respect des droits humains. À cette époque, le régime du président Habib Bourguiba interdit les manifestations d'étudiants et de travailleurs. En 1976, elle parvient à convaincre le cabinet où elle travaille de défendre les étudiants qui sont accusés.
Deux ans plus tard, à la suite du Jeudi noir, une grève générale qui s'accompagne de sanglantes émeutes faisant de nombreuses victimes, Nasraoui ouvre son propre cabinet.

### Lutte pour les droits humains
Elle participe à la fondation de l'Association de lutte contre la torture en Tunisie qu'elle annonce le 26 juin 2003. Désignée présidente, elle dénonce ce qu'elle considère comme la « torture systématique » pratiquée dans son pays depuis l'accession au pouvoir du président Zine el-Abidine Ben Ali le 7 novembre 1987.

En raison de ses activités professionnelles en faveur des droits humains en Tunisie, Radhia Nasraoui continue à être exposée à la répression et à la violence policière. Le Comité pour l'élimination de la discrimination à l'égard des femmes des Nations unies rapporte alors certains faits : 
« Le 12 février 1998, le bureau de Radhia Nasraoui a été mis à sac et la plupart de ses dossiers volés [...] Sa maison est sous surveillance constante, sa ligne téléphonique est régulièrement coupée ou mise sur écoute. De plus, ses filles endurent des intimidations constantes. Le 8 mai 2001, en revenant de Paris, elle a été interceptée à l'aéroport de Tunis et tous ses documents (parmi lesquels des articles sur la répression en Tunisie) lui ont été confisqués. En août, sa voiture a été saccagée. Le harcèlement envers elle et ses filles s'est accru depuis le début du mois de janvier 2002. »
Du 15 octobre au 10 décembre 2003,, elle entame une grève de la faim « pour protester contre le harcèlement professionnel et familial dont elle est l'objet et pour réclamer que justice lui soit rendue après une agression physique subie en juillet » ; elle y met fin le jour de la commémoration du 55e anniversaire de la Déclaration universelle des droits de l'homme.
Radhia Nasraoui continue à être exposée à la répression étatique jusqu'à la révolution de 2011 marquée par la chute du président Ben Ali. Durant cette période, elle est considérée comme l'avocate et la militante contre la torture la plus connue en Tunisie puis comme un leader d'opinion du Printemps arabe,.
Même après la révolution, elle continue de dénoncer les cas de tortures et de mauvais traitements infligés aux prisonniers. Elle est par ailleurs membre du comité de parrainage du Tribunal Russell sur la Palestine dont les travaux commencent le 4 mars 2009.
En 2013, elle participe à la défense de la femen tunisienne Amina Sboui.

### Vie privée
Radhia Nasraoui est mariée avec Hamma Hammami, secrétaire général du Parti des travailleurs, depuis 1981 ; ils ont trois filles : Nadia, Oussaïma et Sarah.

## Soutien à son mari
Le 2 février 2002, le Tribunal de première instance de Tunis condamne son mari Hamma Hammami ainsi qu'Abdeljabbar Madouri et Samir Taamallah — tous trois sortis le même jour de quatre ans de clandestinité — à plus de neuf ans de prison en raison de leur appartenance au Parti communiste des ouvriers de Tunisie, un parti non reconnu par les autorités. Le 31 mars, Hammami est condamné à trois ans et deux mois de prison à l'issue du procès en appel ; Madouri et Taamallah se voient respectivement infliger des peines de trois ans et neuf mois et un an et neuf mois d'emprisonnement.

Le 26 juin, Nasraoui entame une grève de la faim à son domicile de Tunis pour protester contre l'emprisonnement de son mari :
« Par cette action, j'entends réclamer la libération immédiate et sans conditions de mon mari emprisonné pour ses opinions, et protester contre les mauvais traitements dont il est l'objet, ainsi que sa famille [...] Hamma n'a jamais pu voir sa famille dans des conditions humaines : deux grillages le séparent de ses visiteurs et la visite se déroule en présence de plusieurs gardiens. Il n'a toujours pas le droit de voir Sarra, née quand il vivait en clandestinité. »
Robert Ménard, secrétaire général de Reporters sans frontières, déclare pour sa part qu'« il est scandaleux qu'une personne doive en arriver là pour que ses droits et ceux de sa famille soient respectés ». Hammami est finalement libéré le 4 septembre, après la mobilisation de groupes internationaux de défense des droits humains,,.
Le 18 octobre 2005, elle est à nouveau aux côtés de son mari qui entame une grève de la faim avec sept personnalités de l'opposition dont Ahmed Néjib Chebbi, secrétaire général du Parti démocrate progressiste, Abderraouf Ayadi, vice-président du Congrès pour la République, le juge Mokhtar Yahyaoui (en), Mohamed Nouri, président de l'Association internationale de soutien aux prisonniers politiques, et Lotfi Hajji, président d'un syndicat de journalistes tunisiens). Elles protestent durant 32 jours contre ce qu'elles considèrent comme la recrudescence des attaques contre la société civile tunisienne.
Elle engage le 11 juillet 2017 une grève de la faim pour protester contre la décision du gouvernement tunisien de retirer la protection permanente assurée par la garde présidentielle dont bénéficiait son mari.

## Distinctions
Le 16 novembre 2005, l'université libre de Bruxelles lui décerne le titre de docteur honoris causa pour sa défense des droits humains et son engagement en faveur de l'émancipation de la femme tunisienne. Kristian Berg Harpviken (en), directeur de l'Institut de recherche sur la paix d'Oslo juge probable, avant l'attribution du prix Nobel de la paix 2011, que Radhia Nasraoui figure parmi les lauréats en tant que représentante du Printemps arabe,.
En novembre 2011, Radhia Nasraoui figure parmi les lauréats Prix Roland Berger pour la dignité humaine remis par la Fondation Roland Berger (de) pour avoir « contribué de façon significative à la réussite du Printemps arabe et à la protection de la dignité humaine ».
Le 30 janvier 2013, elle reçoit le Prix Olof-Palme avec le Saoudien Waleed Abu al-Khair.
Le 14 mai 2013, elle reçoit de l'université de Mons le titre de docteur honoris causa pour son engagement en faveur des droits humains en Tunisie.
Le 27 décembre 2019, elle reçoit un hommage de l'Union nationale de la femme tunisienne.